# Ушакова, Оксана Семёновна
Оксана Семеновна Ушакова — Доктор педагогических наук, профессор, академик МАНПО, главный научный сотрудник Института изучения детства, семьи и воспитания РАО, автор более 450 научных работ и книг по развитию речи у дошкольников.

## Биография

### Воспитатель и методист
Практический опыт педагогической деятельности Оксана Семёновна получила после окончания дошкольного факультета Московского государственного педагогического института имени В. И. Ленина. В 1957 году по распределению её направили методистом в детский сад одного из подмосковных районов. Но в итоге по собственному желанию устроилась на другую, более низкую должность, так как считала необходимым вначале получить практический опыт из работы воспитателем. С этой ступени она и начала свой путь в педагогику.
После этого Оксана Семеновна заняла должность методиста в детском саду. Придя работать, поставила перед собой амбициозную цель — добиться высочайшего уровня в решении всех задач, стоящих перед дошкольным учреждением, то есть в решении проблем физического, нравственного, умственного, эстетического воспитания, проблемы развития речи детей. Результаты не заставили себя долго ждать, детский сад занял первое место в конкурсе дошкольных учреждений Москвы, которых в то время действовало 2500.

### Главный научный интерес
В должностях воспитателя и методиста Оксана Семеновна проработала 12 лет. Накопив богатейший практический материал, преподаватель задумалась о поступлении в аспирантуру, которая позволила бы его осмыслить.
Выступая на одной из конференций, доклад Оксаны Семеновны заинтересовал Евгению Ильиничну Рабину, возглавлявшую в те годы лабораторию раннего развития НИИ дошкольного воспитания АПН СССР (сегодня Изучения детства семьи и воспитания РАО). Она пригласила перспективного ученого в аспирантуру. Так, в 1967 году Оксана Семеновна впервые оказалась в стенах Института Изучения детства семьи и воспитания РАО, став его аспирантом. Училась в лаборатории эстетического воспитания. В те годы её особенно привлекало изучение художественно-речевого аспекта воспитания дошкольников. По окончании аспирантуры защитила кандидатскую диссертацию '«Развитие поэтического слуха как одно из условий словесного творчества детей 6-7 лет»'.
С 1971 года Институт стал для Оксаны Семеновны местом работы. Свой профессиональный путь она начала в качестве младшего научного сотрудника. Спустя пару лет стала старшим научным сотрудником лаборатории развития речи детей. В течение 25 лет являлась её заведующей, а с 2015 году работала руководителем научного направления Института изучения детства, семьи и воспитания РАО.

### Программы и книги
В 1997 году Ушакова Оксана Семеновна получила степень доктора педагогических наук, а спустя ещё год — ученое звание профессора. Под её руководством защищено 20 кандидатских и докторских диссертаций на тему речевого развития дошкольников. Педагог является автором более 450 научных и научно-методических работ, а также ряда книг, посвященных развитию речи у дошкольников и существенно помогающих в этом деле воспитателям и родителям.
Ею разработана система обучения родному языку детей от 3-х до 7-ми лет, на базе которой создана авторская «Программа развития речи детей в дошкольном возрасте в детском саду», многочисленные методические пособия для воспитателей, например, «Придумай слово», «Занятия по развитию речи в детском саду», «Диагностика речевого развития», «Скажи по-другому!». В них поднимаются психологические и лингвистические основы речевого развития детей в разных возрастных группах, а овладение речью рассматривается как творческий процесс. Также под руководством Оксаны Семеновны разработано шесть компьютерных программ, написана программа для немецких детских садов.
Практическое значение исследований, проведённых Оксаной Семеновной, а также под её руководством, определяется тем, что их результаты широко используются в дошкольно-образовательных учреждениях страны и за рубежом. Книги, автором которых она является, адресованы большому кругу читателей — преподавателям, студентам, воспитателям и методистам детских садов, родителям.
Сегодня при определении готовности детей к школьному обучения, а также для контроля за динамикой речевого развития в ходе воспитательно-образовательной работы по программе обучения родному языку используется методика проверки уровня речевого развития дошкольников, огромный вклад в которую внесла Оксана Семеновна.
Сейчас Оксана Семеновна занимается выпуском новой программы по развитию речи «Родник», в которую также войдут методические пособия, предназначенные для работников дошкольных образовательных организаций, воспитателей и методистов.
В основе программы «Родник» лежит интеграция проблемы развития речи в другие аспекты воспитания — физическое, умственное, нравственное, эстетическое. Именно интеграция поможет детям дошкольного возраста понять богатство родной речи, развить интерес к другим явлениям действительности. Ещё одна особенность этой программы — опора на те ориентиры воспитания подрастающего поколения, которые лежат в основе совершенствования общества: Родина, русский язык, культура, искусство, природа, семья, дружба, спорт. С этими ценностями важно знакомить ребёнка именно в дошкольном возрасте в процессе развития речи, создавая фундамент личности. Большое внимание в программе уделяется такому ориентиру, как семья. Важно, чтобы воспитатели, развивая речь детей, привлекали родителей. В программе предлагаются конкретные занятия, например, ребёнок может сочинить рассказ, а мама или папа нарисовать к нему иллюстрацию. Или родитель может придумать историю, а малыш сделать рисунок. После выполнения подобных упражнений дети начинают проявлять интерес к вопросам языка, говорить образно и выразительно, а отношения в семье становятся крепче.
Конечная цель программы — помочь педагогам сформировать у детей дошкольного возраста языковую картину окружающего мира и воспитать языковую личность на этой основе, развитие которой продолжится в школе.